# Igreja de Santo Isidro (Santa Cruz das Ribeiras)
A  Igreja de Santo Isidro  é uma igreja católica romana que se localiza em Terras, freguesia das Lajes do Pico, concelho das Lajes do Pico, ilha do Pico, Açores. A construção deste templo data de meados do século XX.